# Marché de Talensac
Le marché couvert de Talensac est l'un des seuls marchés couverts de Nantes, situé  dans le quartier Hauts-Pavés - Saint-Félix. Avec ses 150 commerçants, c'est probablement le plus connu et le plus fréquenté des marchés nantais.

## Localisation
Situé à moins de 100 mètres de la rue Paul-Bellamy, le marché se trouve au centre d'un espace public délimité par les rues Talensac au nord, Jeanne-d'Arc à l'est, Basse-Porte au sud et de Bel-Air à l'ouest.

## Histoire

### Les anciens abattoirs
Le marché se dresse à l'emplacement des anciens abattoirs municipaux ouverts en 1829 sur le site d'une tenue agricole acquise par la ville au début du XIXe siècle.
Ces abattoirs publics dont l'entrée se trouvait rue Talensac furent inaugurés le 15 octobre 1829. Ils se composaient de deux bâtiments édifiés autour d'une place plantée de marronniers, présentant un porche central de plein cintre couronné d'un fronton triangulaire en tuffeau, flanqué d'ailes perpendiculaires plus basses coiffées de toitures à double pente festonnées d'ardoises. L'ensemble était clôturé par de hautes grilles que l'on s'empressait de refermer afin d'éviter que les animaux ne tentent de s'en échapper. De l'autre côté de la rue se tenait un marché de la boucherie.
Dès 1880, le « conseil central d'hygiène publique et de salubrité de la Loire-Inférieure » (CCHPS) nomme une commission pour étudier « le déplacement de l'abattoir de Nantes ». Le rapport de 16 pages qui est remis en 1882 et imprimé en 1899, statue sur la fermeture de Talensac principalement pour cause d'insalubrité pour le voisinage (immeubles construits autour de l'abattoir après son ouverture) et la pollution de l'Erdre - aujourd'hui occupé par le cours des 50-Otages. Le rapport met également en cause le mauvais état des bâtiments et le manque de place pour les 151 bouchers qui y exerçaient à cette époque. Le document préconise son transfert sur un site de 60 000 m2 (150 x 400 m) soit 4 fois plus grand que le site de Talensac.
En 1910, pour une question d'hygiène et d'aménagement urbain, la municipalité décide de transférer « La tuerie aux bestiaux », comme l'avaient surnommée les Nantais à l'époque, sur l'île Beaulieu (dans la partie est de l'actuelle île de Nantes) et en en confie la conception à l'architecte lyonnais Tony Garnier, mais un ancien entrepreneur conteste le choix du site retenu et propose un nouvel emplacement, toujours sur l'île Beaulieu, mais plus à l'ouest entre les boires de Toussaint et des Récollets. Le projet est néanmoins suspendu à la suite du déclenchement de la Première Guerre mondiale.
Il faudra attendre l'entre-deux-guerres pour que la question du transfert des abattoirs soit remise à l'ordre du jour, dans le cadre d'une réorganisation des marchés sur Nantes : le marché de la rue de Feltre et celui de la place Saint-Similien sont supprimés au grand dam des usagers et des commerçants.
On opte pour la construction de nouveaux abattoirs intercommunaux sur un site de 2,6 hectares sur la commune de Rezé, à la confluence de la Loire et de la Sèvre Nantaise, sur les basses prairies de la « Tête-des-Mottes », le côté nord de la place Général-Sarrail. Les plans sont établis en 1923 et la décision de transfert est prise en 1929. Ce site annexé par la suite à la ville de Nantes sera en activité jusqu'en 1975, avant d'être transféré un kilomètre plus loin, dans l'ancien marais du Seil situé toujours à Rezé (ce  dernier équipement fonctionna jusqu'en 1989).

### La conception et la construction du marché
Le transfert de l'activité de l'abattoir de Talensac vers son nouveau site a lieu le 16 octobre 1933.
Le maire Léopold Cassegrain organise, le 15 décembre suivant, un concours d'architectes afin d'y envisager la construction d'un grand marché central couvert. Le cahier des clauses du concours indique que « la plus grande latitude est laissée aux concurrents pour ce qui concerne les procédés d'exécution des ouvrages, leur forme et leur disposition. » Cet espace devra comporter : un marché entièrement clos, réservé aux bouchers et aux charcutiers ; un marché couvert pour les marchands de beurre, d'œufs, de volailles ; un marché en plein air pour les légumes, les marchands de bimbeloterie et d'articles divers.
Le 23 mai 1934, les architectes Henri Vié (père et fils) et Georges Desfontaines, associés à l'entrepreneur de BTP Jean Le Guillou, sont désignés pour mener à bien le projet parmi les douze candidatures déposées. Celui-ci présente trois sections concentriques construites en « escalier » du fait de la déclivité du terrain (le marché est en effet édifié sur une colline dont la pente méridionale descend vers l'Erdre). Ces parties sont :
- un marché fermé au centre avec, à l'extrémité, côté rue de Bel-Air, une partie abritant la conciergerie et les services,
- un marché couvert non clos ceinturant le bâtiment central,
- un marché découvert sur le pourtour du bâtiment[2].

Le marché couvert d'une toiture parabolique est constitué d'une halle centrale close de 160 mètres de long sur 16 mètres de large pour une superficie de 2 550 m2. On y accède par 10 entrées : 7 de plain-pied et 3 autres par l'intermédiaire de perrons de 3, 5 ou 7 marches.
Le marché couvert, mais non clos, établi sous un auvent de 9 mètres de largeur sur le pourtour du vaisseau central, entoure celui-ci sur trois côtés. D'une superficie de 2 655 m2, il est entièrement de plain-pied avec le marché de plein air qui occupe tout le reste du terrain sans autre dénivellation, délimité par les rues précédemment citées. Sa surface bétonnée entoure le marché couvert sur 5 mètres de largeur, avec 2 terre-pleins aux extrémités, soit une superficie totale de 2 927 m2.
Sous la partie côté rue de Bel-Air, un sous-sol de 1 145 m2 pouvant contenir 100 caveaux individuels et une grande cave pour les besoins de la Ville est prévu. Les aménagements intérieurs comprennent 208 emplacements. Chacun comporte un cloisonnement en briques enduites de ciment et un étal avec tiroir-caisse et coffre à  outils. Deux allées orientées dans le sens de la longueur permettent d'accéder aux quatre rangées d'étals.
La démolition des abattoirs commence en juin 1934 et se poursuit jusqu'en novembre. Les travaux de construction vont ainsi s'échelonner sur trois ans. Ainsi, en août 1935, les piliers de soutènement sont réalisés. En février 1936, les parois latérales sont construites : des murs en briques jaunes sur un soubassement de briques rouges de Chartres (matériau déjà utilisé pour le lycée Gabriel-Guist'hau notamment) enduit d'un crépissage, tandis que les loges en briques tapissées de petits carreaux sont achevées. À l'automne 1936, le terrain est planté de rangées de platanes. La construction du marché est assortie d'importants travaux de voirie sur les rues Talensac et de Basse-Porte : les becs à gaz disparaissent, remplacés par des lampadaires électriques.
Le marché qui aura coûté 2 700 000 francs est inauguré le 8 janvier 1937 par le successeur de Léopold Cassegrain, Auguste Pageot. Idéalement situé à proximité de la route de Rennes (dont la rue Paul-Bellamy forme un ancien tronçon), par sa taille et la diversité de ses produits, il connaîtra aussitôt un succès qui ne s'est pas démenti depuis, restant l'un des marchés nantais les plus courus.
En 2003-2004, des travaux de mise aux normes sont effectués : les sols, peintures, éclairages et accès ont été rénovés, l'architecture extérieure du bâtiment étant préservée.
À compter du printemps 2019, le marché offre des nocturnes tous les jeudis soir entre 16 h et 20 h. Près de la moitié des  68 commerçants y participent.

## Sources
- Le marché de Talensac et les anciens abattoirs nantais